# Trippstadt
Trippstadt är en kommun och ort i Landkreis Kaiserslautern i förbundslandet Rheinland-Pfalz i Tyskland.
Kommunen ingår i kommunalförbundet Verbandsgemeinde Landstuhl tillsammans med ytterligare 11 kommuner.